# استیو امری
استیو امری (انگلیسی: Steve Emery؛ زادهٔ ۷ فوریهٔ ۱۹۵۶) بازیکن فوتبال اهل بریتانیا است.
از باشگاه‌هایی که در آن بازی کرده‌است می‌توان به باشگاه فوتبال دربی کانتی، باشگاه فوتبال نیوپورت کانتی، باشگاه فوتبال ورکسام، باشگاه فوتبال گلاستر سیتی، و باشگاه فوتبال هرفورد یونایتد اشاره کرد.